# Lactobacillus rogosae
Lactobacillus rogosae è una specie di batterio appartenente alla famiglia delle Lactobacillaceae.